# Monja

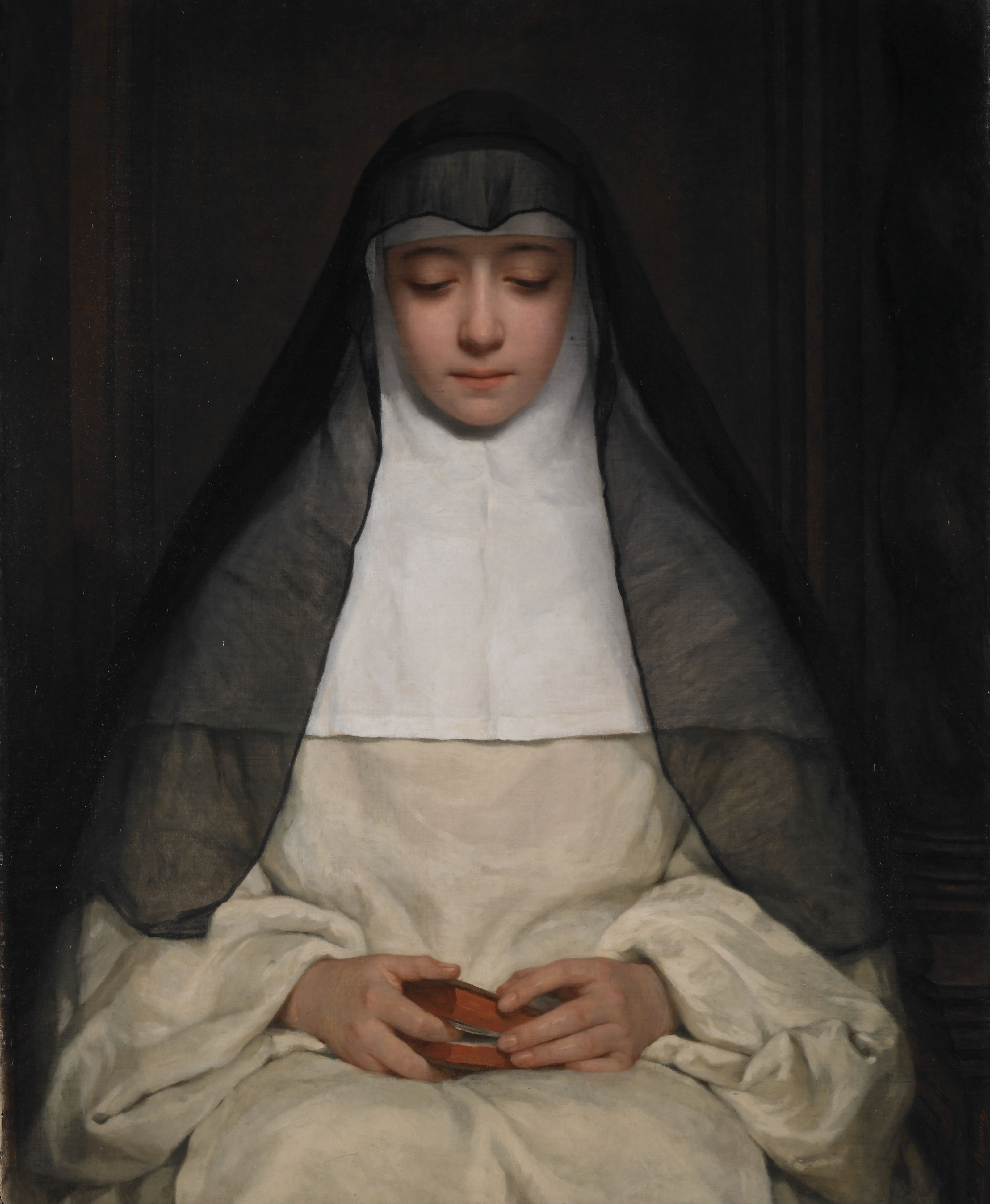
La Religieuse (Henriette Browne, 1859)

Monja (em latim: monialis,is) é a mulher adepta do monasticismo feminino: estilo de vida presente em diversas religiões, como no Budismo, no Cristianismo, no Hinduísmo e no Taoismo, ainda que suas tarefas e atribuições difiram profundamente entre uma fé e outra.

## No Budismo

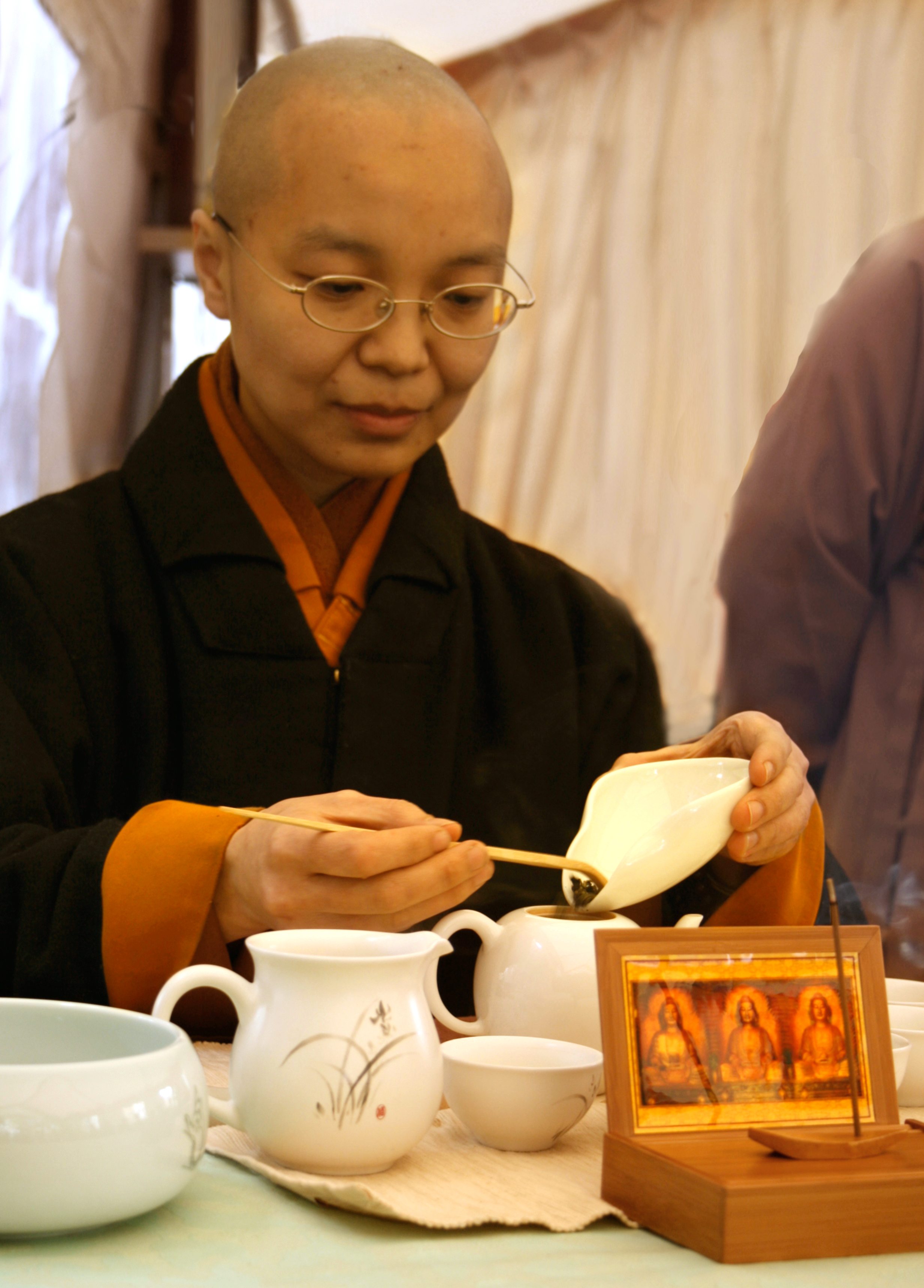
Cerimônia de consagração de uma monja budista formosina

Na tradição budista, as mulheres consagradas à vida monástica recebem o nome de bhikkhuni (Pāli) ou bhikṣuṇī (sânscrito) e seguem a Regra Vinaya como disciplina. As bhikkhuni têm ampla presença em terras cujo ramo predominante é o Mahayana, como Coreia, Vietnã, República Popular da China e Taiwan.
De acordo com os textos sagrados budistas, a ordem das bhikkhuni foi fundada por Buda, em atenção ao pedido insistente de sua mãe adotiva Mahapajapati Gotami, que teria sido a primeira mulher de vida consagrada do Budismo. As monjas budistas guardam oito mandamentos, conhecidos como Garudhammas. Entre eles, está o preceito de reverenciar os monges e a proibição de admoestá-los.
Em julho de 2007 uma reunião de líderes budistas e estudiosos de todas as tradições se reuniram no Congresso Internacional sobre o Papel da Mulher Budista, em Hamburgo, Alemanha, para definir um consenso mundial sobre o restabelecimento da consagração de monjas. O evento contou com a participação de 65 delegados, entre bhikkhus e bhikkhunis, além de mestres em Vinaya  e anciãos de países de maioria budista e estudiosos budologistas ocidentais. O relatório do congresso afirma que todos os delegados "foram unânimes em deliberar pelo restabelecimento da consagração das monjas", mencionando, para tanto, o apoio do Dalai Lama, o qual, em 1987, no Tibete, exigiu a retomada da consagração completa das mulheres. Até então, a única linha de transmissão da consagração votiva era a Dharmagupta, permitindo que chinesas, formosinas, coreanas e vietnamitas fossem admitidas oficialmente à vida monástica.

## No Cristianismo

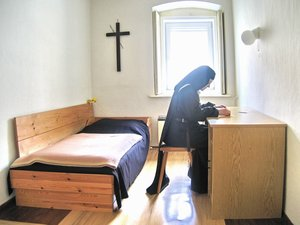
Monja carmelita praticando a Lectio Divina na solidão de sua cela.

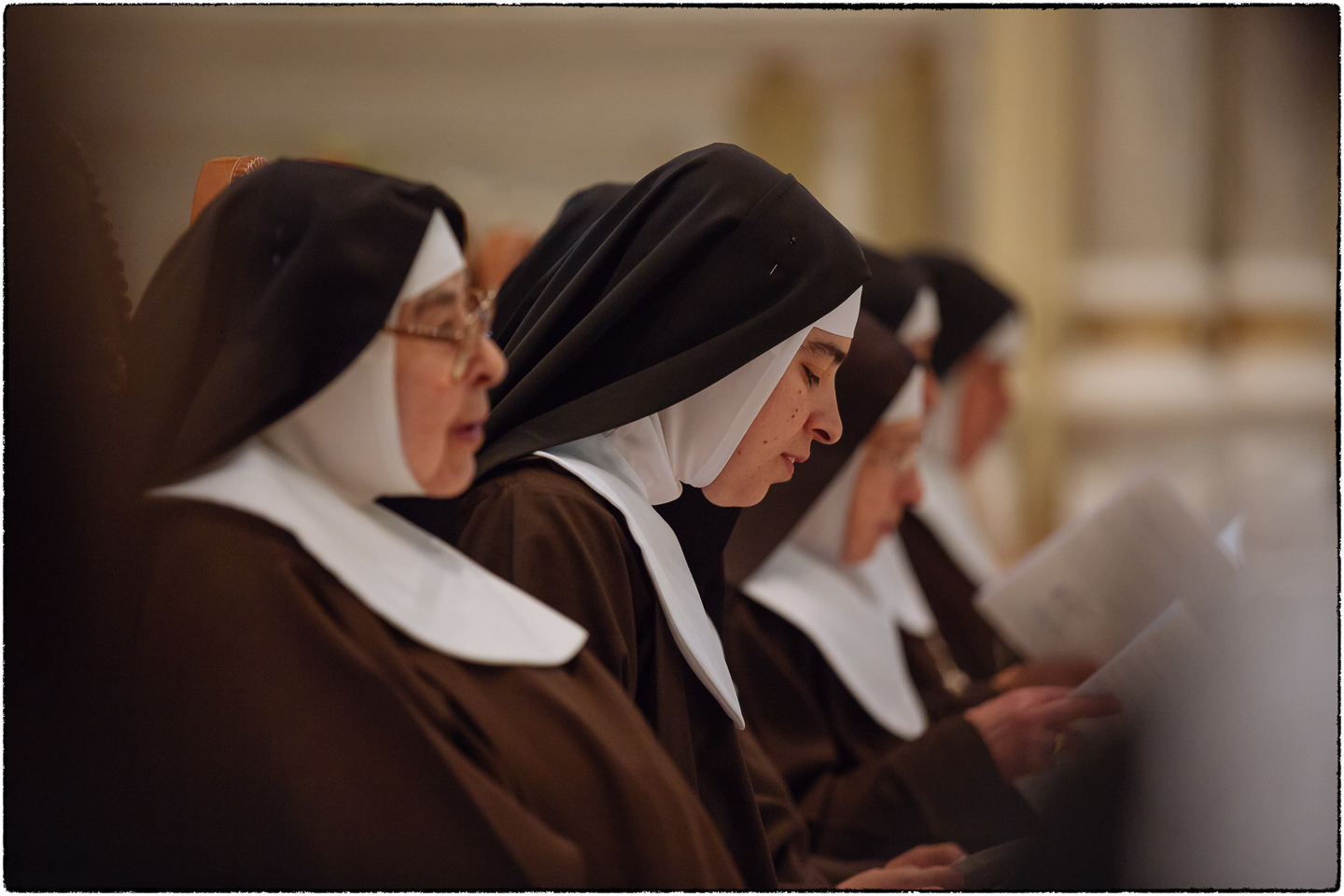
Monjas clarissas em oração

Na fé cristã, uma monja é uma fiel inserida numa ordem religiosa, geralmente de antiga fundação, que segue uma regra monástica: geralmente, no Cristianismo ocidental, a Regra de São Bento —  que compreende, além da oração, também atividades laborais — ou a Regra de Santo Agostinho; e no Cristianismo oriental, a Regra de São Basílio.
Ainda que, sobretudo no Brasil, o senso comum lhes perceba equivalentes, as monjas se distinguem das freiras, uma vez que estas últimas desempenham atividades sobretudo ligadas ao apostolado ativo, seja na catequese, na assistência aos idosos e aos enfermos, em atividades educativas ou na animação pastoral; enquanto aquelas se dedicam à vida contemplativa e votiva em clausura nos mosteiros ou conventos.
Outra diferença fundamental está no fato de que as ordens monásticas femininas — aquelas dedicadas exclusivamente à contemplação — nasceram quase que contemporaneamente às masculinas, ao passo que as primeiras congregações religiosas de freiras remontam ao Século XVI, originárias de comunidades de terciárias, isto é, mulheres que compartilham um carisma e uma espiritualidade comuns, ligando-se a uma ordem religiosa, mas que continuavam a viver na secularidade.
Na Igreja Latina, as monjas estão tradicionalmente ligadas a uma ordem masculina, da qual compartilham o carisma e gozam dos mesmos privilégios. Emitem de forma solene pelo menos três votos religiosos perpétuos: pobreza, castidade e obediência.
Vivem em mosteiros canonicamente autônomos, dirigidos por uma abadessa ou por uma priora, e usam, como vestimenta, um hábito religioso particular.